# North American B-45 Tornado
North American B-45 Tornado byl první americký proudový bombardér v operační službě. Bylo to také první letadlo, které provedlo tankování paliva za letu.[zdroj⁠?!] Typ B-45 byl v raných 50. letech důležitou součástí americké politiky jaderného odstrašení. Byl ale rychle nahrazen pokročilejším typem Boeing B-47 Stratojet. B-45 a jeho průzkumná varianta RB-45 sloužily v americkém strategickém letectvu v letech 1950–1959.

## Vývoj

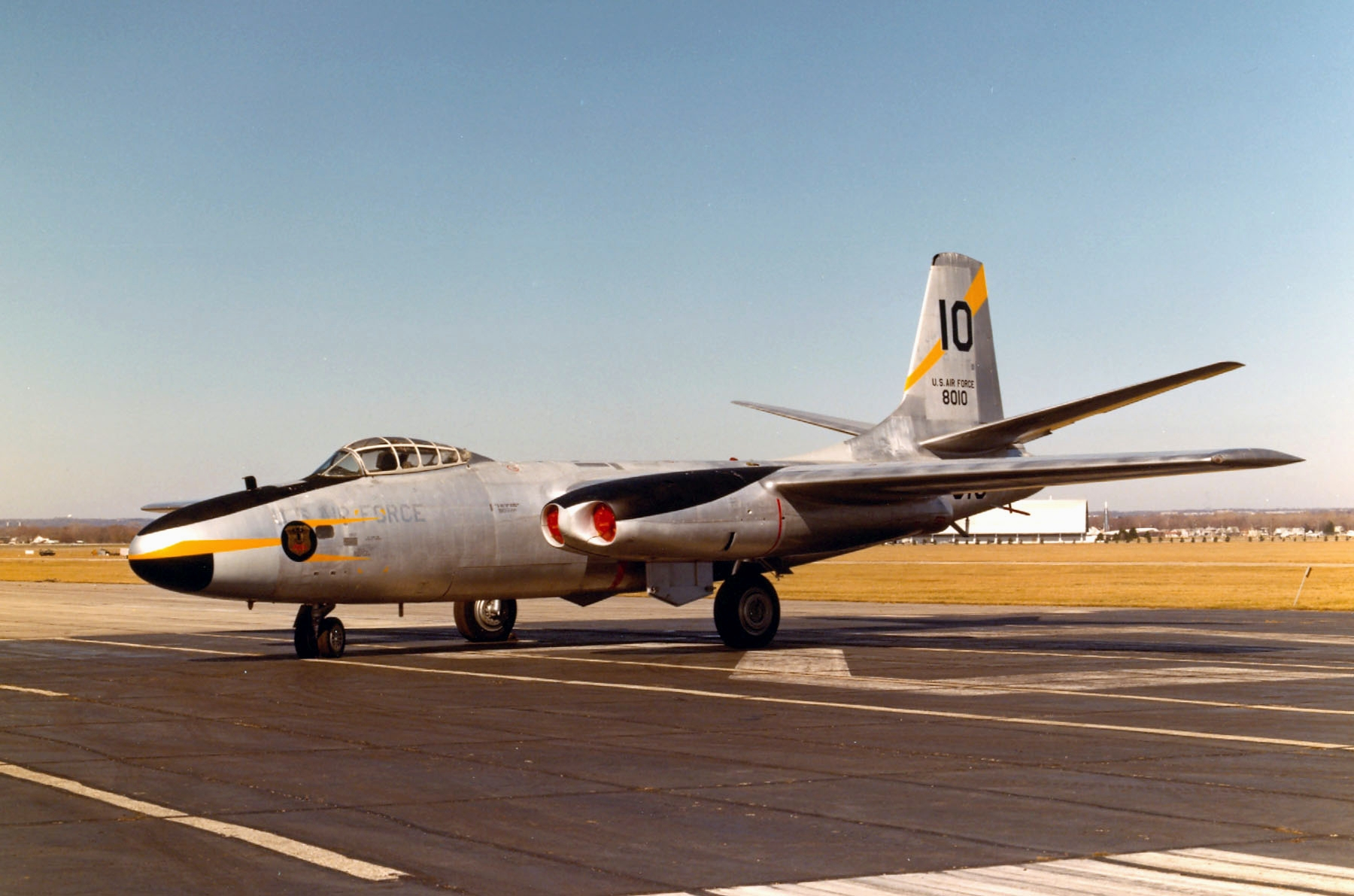
B-45C

Vývoj B-45 začal v roce 1944, kdy americké ministerstvo války zadalo vývoj nových typů středních bombardérů s hmotností 36–90 tun. K tomu je vedlo seznámení s pokročilými německými konstrukcemi, jako bylo Arado Ar 234. Projekt firmy North American, označený NA-130, v soutěži zvítězil a tak byla 8. září 1944 objednána stavba tří prototypů XB-45. Kromě projektu B-45 v této soutěži vznikly ještě letouny Convair XB-46, Boeing B-47 Stratojet a Martin XB-48.
Konec druhé světové války vedl ke zrušení většiny nových projektů a také k řadě zpoždění, ale když začalo v roce 1946 růst napětí ve vztazích se Sovětským svazem, přiřadilo USAAF vývoji a výrobě proudových bombardérů nejvyšší prioritu. V polovině roku 1946 byly prototypy XB-45 a XB-46 téměř dokončeny, zatímco XB-47 a XB-48 potřebovaly ještě další dva roky vývoje. USAAF se rozhodlo vybrat jen dva projekty, jejichž vývoj by dále pokračoval. Konstrukce XB-45 byla vybrána jako lepší než XB-46 a 2. ledna 1947 byla objednána sériová výroba.
Bylo plánováno vytvoření pěti bombardovacích skupin, vyzbrojených typem B-45 a dalších tří skupin s průzkumnou variantou RB-45. Jakmile se však ukázaly kvality konstrukce konkurenčního typu B-47 Stratojet, USAAF se ho rozhodlo upřednostnit na úkor B-45 Tornado. Kvůli krácení rozpočtu na projekt B-45, byla objednávka USAAF zmenšena ze 190 na 142 sériových kusů.

## Korejská válka
Přes své nedostatky byly B-45 v korejské válce nasazeny k bombardovacím i průzkumných misím. Během masového nasazení amerického letectva v Koreji se ukázalo, že síly NATO v Evropě jsou velice zranitelné útokem Sovětského svazu. Americké letectvo tedy rozhodlo, že 40 kusů B-45 bude moci nést i jaderné pumy. Tato modifikace byla nazvána program Backbreaker. K použití konvenční i jaderné výzbroje byla upravena většina tehdejších bombardérů. Pokrok ve vývoji jaderných zbraní totiž vedl k jejich miniaturizaci a proto je mohly nést i letouny o velikosti B-45 a ne jen těžké bombardéry jako dříve. I malé jednotky B-45 tedy měly svou váhu jako prostředek jaderného odstrašení.
Program Backbreaker znamenal velké úpravy vybraných B-45. Musela být upravena jejich elektronika, letouny dostaly nový obranný systém a přídavné nádrže. Upravené atomové bombardéry B-45 byly v květnu 1952 přelétnuty do Velké Británie a celý program dokončen v červnu téhož roku. Ve stejnou dobu do Japonska dorazila 91. strategická průzkumná squadrona, která tu nahradila jednotky operující s pístovými RB-29, které byly snadným cílem pro severokorejské stíhačky MiG-15. Až do konce korejské války RB-45C získávaly užitečné informace ze Severní Koreje. RB-45C operovaly převážně ve dne, než byly počátkem roku 1952 upraveny na noční operace. Důvodem bylo to, že jeden letoun byl při akci málem sestřelen severokorejským MiGem.

## Poválečná služba

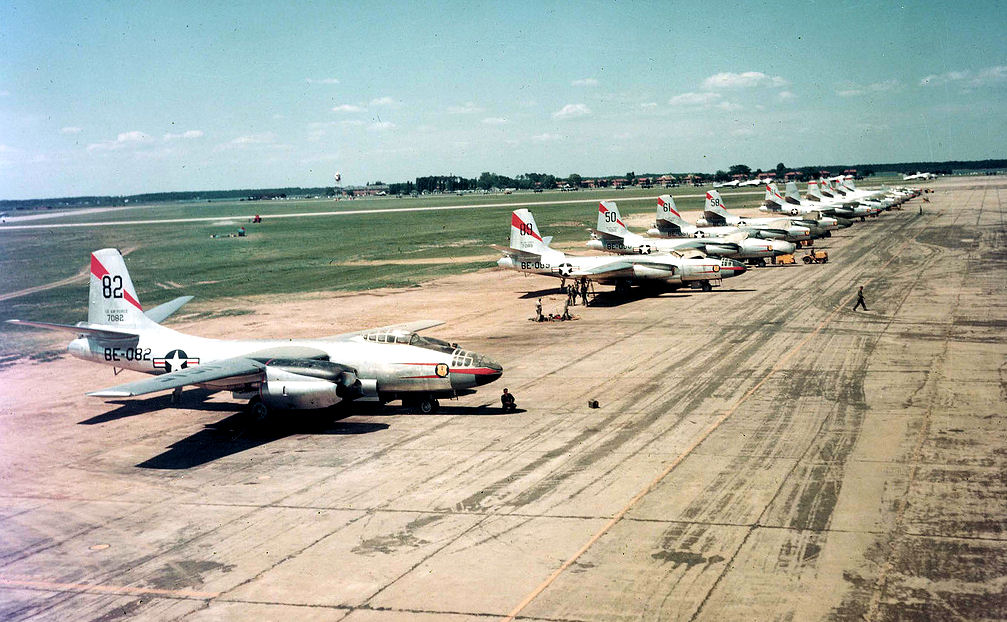
Stroje B-45A-5-NA na Langley Air Force Base, Va., před letem do Sculthorpe v Anglii, červenec 1952.

RB-45C provedly v polovině 50. let několik průzkumných misí nad Sovětský svaz. Jiný RB-45C absolvoval 29. června 1952 trans-pacifický let, během kterého dvakrát doplnil palivo z letounů KB-29.
V roce 1949 byly RB-45C nahrazeny letouny RB-47E. Jedinou další zemí, která RB-45C provozovala byla Velká Británie. Letouny byly Británii formálně předány ze stavu 91. strategického průzkumného křídla USAAF, opatřený anglickým markingem a prováděly průzkumné operace až do doby, kdy další lety zakázal prezident USA. Koncem 50. let byly všechny RB-45C vyřazeny ze služby. Jen několik kusů bylo až do 70. let používáno k pokusným účelům.

## Varianty
- XB-45 – 3 prototypy. První let 17. března 1947 ze základny Muroc. Celkem absolvovaly 131 testovacích letů. Jeden prototyp havaroval. Dva piloti zemřeli. Zbylé dva stroje USAAF převzalo 30. července a 31. srpna 1948. Jeden z nich skončil na základně Wright-Patterson Air Force Base k výcviku.

- B-45A– oproti prototypu měl B-45 vylepšená vystřelovací sedadla, komunikační vybavení, automatického pilota E-4 a také nový radar pro bombardování a navigaci. První sériový kus vzlétl v lednu 1948. Prvních 22 kusů mělo slabší motory Allison J35 a nebyly považovány za vhodné k boji. Až další série měla výkonnější motory General Electric J47. Do služby tato varianta vstoupila v listopadu 1948, když jimi byla přezbrojena 47. bombardovací skupina. Výroba všech 96 objednaných strojů trvala do března 1950.

B-45A neměly systém řízení palby a bombové zaměřovače. Jejich gyrokompasy byly při vyšších rychlostech poruchové, nedostatečně výkonné aerodynamické brzdy a nepřesné optické přístroje. Radar AN/APQ-24 byl náročný na údržbu a poruchový ve větších výškách, což omezovalo operační vlastnosti letounu. V roce 1952 se do Velké Británie přesunulo 55 kusů B-45A, schopných nést jaderné zbraně. Pro tento účel měly v pumovnici instalovánu přídavnou nádrž o objemu 1 200 galonů. Přes některé technické potíže šlo o první nasazený prvoliniový odstrašující prostředek Strategického letectva v Evropě.
- B-45B – měla to být varianta B-45A s vylepšeným radarem a systémem řízení palby. žádný kus ale nebyl postaven.

- B-45C – první bojové letadlo schopné doplňování paliva za letu. Neslo na koncích křídla dvě přídavné nádrže po 1 200 galonech a zařízení pro doplňování paliva za letu. První kus vzlétl 3. května 1949. Bylo postaveno jen 10 kusů a ostatní byly dokončeny v průzkumné variantě RB-45C.

- RB-45C – poslední vyráběná verze. Pracoviště bombometčíka byla odstraněno a nahrazeno kamerovým systémem. Letoun měl další dvojici přídavných nádrží po 2174 galonech, které šlo zaměnit za startovací rakety JATO. Letoun měl buď dvanáct kamer zaměřených ve čtyřech směrech, anebo jednu kameru s ohniskovou vzdáleností 2 500 mm. První vyrobený kus vzlétl v dubnu 1950. Byly doručeny od června 1950 do října 1951. Celkem bylo vyrobeno 38 kusů, z nichž 33 bylo upravených B-45C.

## Specifikace (B-45A)

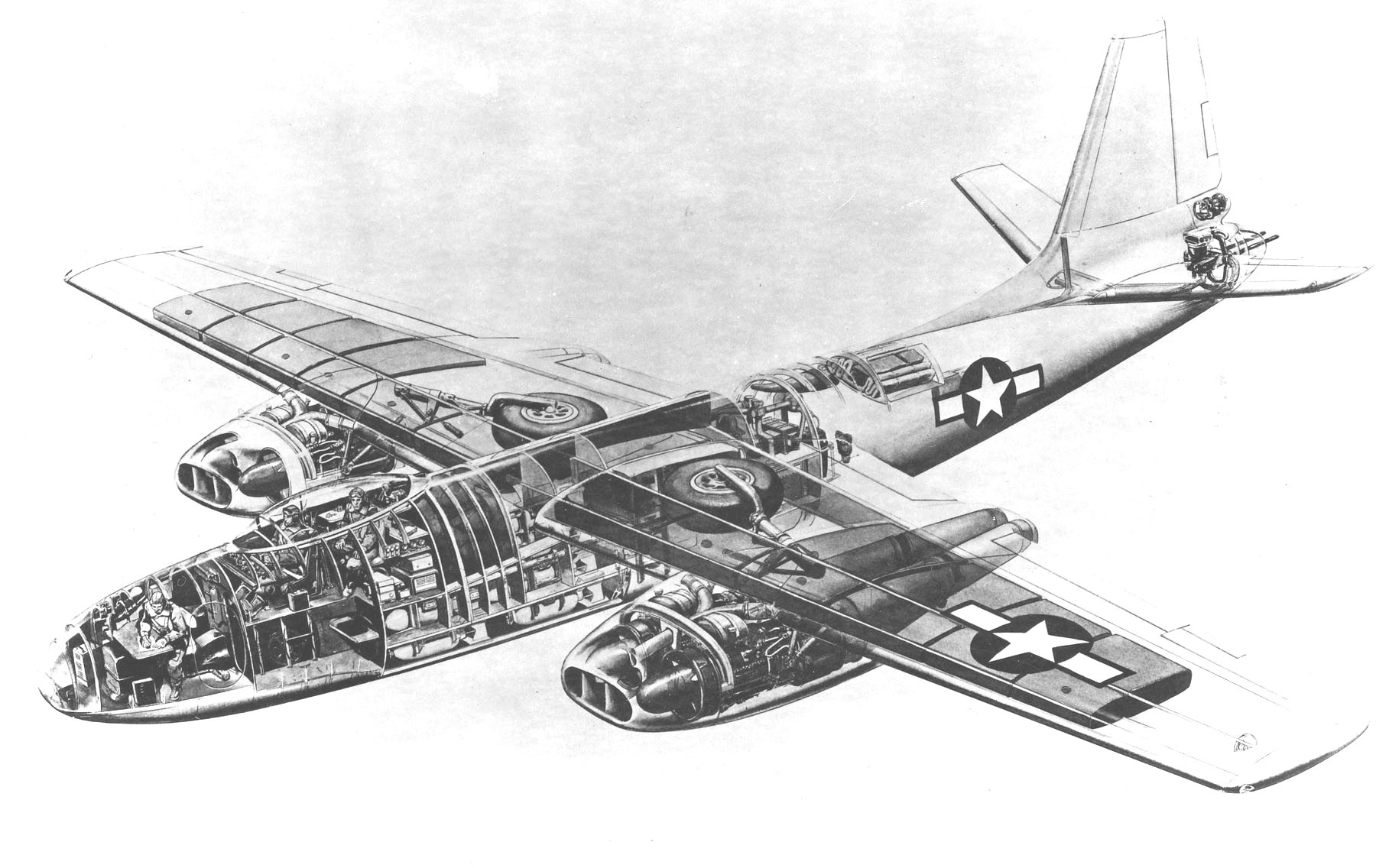
B-45 Tornado v řezu

### Technické údaje
- Posádka: 4 (Pilot, druhý pilot, bombometčík-navigátor a zadní střelec)
- Délka: 22,9 m
- Rozpětí: 27,1 m
- Výška: 7,7 m
- Nosná plocha: 105 m²
- Prázdná hmotnost: 20 726 kg
- Plná hmotnost: 36 930 kg
- Maximální vzletová hmotnost: 50 000 kg
- Pohon:
- 4× General Electric J47-GE-13
- 4× Allison J35 (25 kN) – prvních 22ks.

### Výkony
- Maximální rychlost: 920 km/h
- Dolet: 1 600 km
- Dostup: 14 100 m
- Stoupavost: 1 810 m/min
- Plošné zatížení: 353,4 kg/m²

### Výzbroj
- 2× 12,7mm kulomet Browning M3
- 10 000 kg pum